# Казачок
Казачо́к (рус. Козацкий танец, Козак, укр. Козачок, бел. Козачок, Казак) — русский , украинский и белорусский народный танец-пляска. Общий настрой танца живой, весёлый, бодрый и задорный. Музыкальный размер 2/4. Темп вначале умеренный, затем постепенно ускоряется. Танец изображает лихого казачьего паренька, вёрткого и ловкого. Касьян Голейзовский отмечал, что «и белорус, и гуцул, и русский крестьянин, и запорожец, и донской казак отплясывал лихого Казачка каждый по-своему». В середине XVIII века российскими танцмейстерами оформляется как бальный танец. В Пермской области известна кадриль «Казачок».
Танец схож с гопаком, однако содержит меньше акробатических моментов и носит более лирический (а не боевой) характер. По мнению исследователя казацких танцев Вадима Купленика предшественником гопака был танец «Козак», и только вследствие запрета Екатериной II самого названия казаков танец изменил название. Существуют разновидности казачка — украинская, белорусская, кубанская и терская. Бо́льшую известность получил украинский казачок. В сценической версии исполняется парой (парень с девушкой); в бытовой — сольно юношей, перепляс двоих парней или парень с девушкой. Основные движения танца: пробежки, пляска в присядку, высокие и широкие прыжки с взмахами ног.

## Особенности бытового танца
К числу характерных движений казачка относятся шажки гуськом (вприсядку), поочередное выбрасывание ног вперед из положения сидя с опорой на руки сзади, так что танцор напоминает паука. Присутствуют также вращения, кружения в хороводах, парные движения с подскоками по кругу. Для казачка характерны поочередные сольные выступления-переплясы. Казачка «плясали вдвоем, друг против друга, сначало один одно колено, другой — другое».
Вот как описывала танец М. Косич в конце XIX века этот танец, исполнявшийся на Троицу:

Под бубен исполняют известный танец «Казачок». Девки танцуют скромно, глаза вниз, руки опущены, но танцы замужних женщин, особенно «под чарочкой», довольно оживлённы, они пляшут и в то же время припевают, сопровождая песни различными телодвижениями: то руки в боки, то хлопают в ладоши, приподнимая руки по разным направлениям и т. п.
Появление танца у белорусов вероятно относится к XVI—XVII векам, когда запорожские казаки стояли во многих местах Белоруссии и их отряды пополнялись местным населением. У белорусов танец приобрёл свой характер. Танец был обычно мужским, но иногда включалась девушка, которая с парнем обыгрывала танцевальный рисунок. В Витебской губернии зафиксирован свадебный обычай: «по выходе из-за стола, жених обязан пройти с тёщей под музыку дударя танец, называемый пляс, или казак», чтобы показать своё умение, ловкость и находчивость. Иногда «Казачок» вместе с гостями танцевала и невеста. Во время исполнения этого танца одна из женщин выходила на середину и припевала:
Ай пайшла б я казака,

Да баюся мужыка,

Сядзіць мужык за сталом,

Да махае рукавом.
В Минской губернии во время гуляний «Казака» плясали «обыкновенно парами вдвоём, став один перед другим и выделывая разные подскоки».
Иногда под «украинским казачком» подразумевают гопак.

## В светском обществе
Первая музыкальная обработка казачка приписывается польскому лютнисту и композитору С. Дусяцкому (1-я четверть XVII века). В русских рукописных сборниках мелодия казачка встречается со 2-й половины XVIII века. В елизаветинскую эпоху в середине XVIII века на основе «Казачка» и «Русского» танцмейстерами создаётся новые салонные бальные танцы, которые не имели западных аналогов и исполнялись вплоть до XX века. Казачок появляется во французских балетах и особую популярность приобретает в 1820-х годах (после пребывания русских войск в Париже).
А. С. Даргомыжский в 1864 году написал для симфонического оркестра «Малороссийский казачок (фантазия на тему малороссийского казачка)». Впервые «Казачок» был исполнен 7 января 1865 года в Брюсселе в присутствии автора. Публика музыку приняла очень тепло, а от «Казачка», по собственному мнению Даргомыжского, публика просто «заревела».